# Open Industry 4.0 Alliance
Die Open Industry 4.0 Alliance wurde von mehreren Industrieunternehmen im Jahr 2019 gegründet. Der Verein nach Schweizer Recht dient dem Zweck der technischen Vernetzung in und von industriellen Prozessen durch Erhöhung der Interoperabilität.

## Ziel, Aufgabe und Arbeitsweise der Organisation
Zu den Gründungsmitgliedern der Open Industry 4.0 Alliance gehören die Unternehmen SAP, Endress+Hauser, ifm, Kuka, Beckhoff Automation, Hilscher Gesellschaft für Systemautomation, Multivac und Voith.
Die Organisation arbeitet im Umfeld der Transformation, die zukünftige Smart Factories ermöglichen soll. In der Umsetzung des Konzeptes Industrie 4.0 geht es darum, offene technische Ökosysteme zu erstellen, in denen Maschinen und Anwendungen miteinander agieren können. Die Vernetzung in der Industrie soll erleichtert und die Verwendung proprietärer Systeme reduziert werden. Damit geht es auch um die Erhöhung des Automatisierungsgrades in Fertigung und Logistik.
In der Organisation wurden technik- sowie branchenbezogene Arbeitsgruppen eingerichtet, z. B. Machine Manufacturing und Intralogistics oder Open Edge Computing und Dataspaces. Die gewonnenen Erkenntnisse werden zumindest teilweise unentgeltlich in Publikationen der Öffentlichkeit zur Verfügung gestellt.
Außerdem wird mit Organisationen zusammengearbeitet, die ähnliche Zwecke haben, z. B. ECLASS e.V. oder dem Maschinenbau-Netzwerk der Technischen Hochschule Ostwestfalen-Lippe.
Die Alliance hat begonnen, aus ihrer Sicht besonders gelungene Projekte mit einem Implementation Award auszuzeichnen. Dieser ging im Jahr 2021 an die niederländische Duurzaamheidzfabriek und im folgenden Jahr an die Unternehmen Gebhardt Intralogistics und Dunkermotoren.

## Mitglieder
Die meisten Mitglieder der Alliance gehören zu den Branchen Maschinenbau, Automatisierung und Electronics. Ehemalige und aktuelle Mitglieder der Open Industry 4.0 Alliance sind neben den Unternehmen, die an der Gründung beteiligt waren: Arburg, Gebhardt Intralogistics Group, Schmidtsche Schack-ARVOS oder Pepperl + Fuchs und weitere.